# Crew Dragon Demo-2
Crew Dragon Demo-2（Crew Demo-2 や SpaceX Demo-2、Dragon Crew Demo-2 とも）は、2020年5月30日に打ち上げられたスペースX社のクルードラゴン宇宙船による有人試験飛行ミッションである。
ミッションはアメリカ航空宇宙局 (NASA) の商業乗員輸送開発 (CCDev) に基づくもので、民間企業による宇宙船としては初めて有人での宇宙飛行を行い、2名の宇宙飛行士を乗せて国際宇宙ステーション (ISS) へのドッキングを果たした。ISSのバッテリー交換などの作業で4回の船外活動を行い、62日後にオーストラリア付近上空でアンドッキングして、メキシコ湾フロリダ半島沖へ無事に帰還した。

## 概要

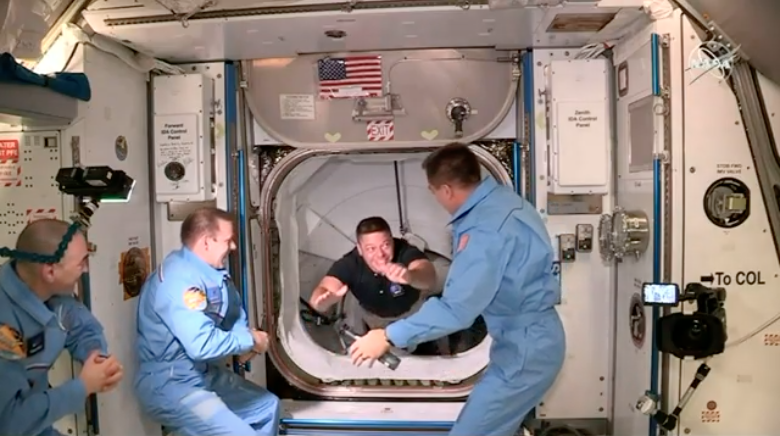
ISSに入室するベンケン宇宙飛行士

Demo-2は、2011年のスペースシャトルの最終ミッション (STS-135) 以来では初となるアメリカからの有人宇宙飛行であり、また民間企業による史上初の有人宇宙飛行でもある。NASAのダグラス・ハーリー宇宙飛行士が船長として、またロバート・ベンケン宇宙飛行士がもう一人の船長 (Joint operations commander) として搭乗して、ISSへと向かった（2名での有人飛行もアメリカでは1982年のSTS-4以来である）。
宇宙船は5月31日14時16分 (UTC) にISSにドッキングし、14時27分には固定が完了した。打ち上げは当初27日に予定されていたが、熱帯低気圧による悪天候のため打ち上げ17分前に延期された。
クルードラゴン宇宙船とファルコン9ロケットはどちらも再使用が可能であるが、Demo-2においてはいずれも新造された機体が用いられた。スペースXは3回目のISS有人ミッションとなるCrew-2からは再使用した機体を使う可能性を示しており、NASAもこれを許可している。Crew-2は2021年の打ち上げが予定されている。またCrew-1は2020年の10月23日の打ち上げが予定されている。

### 注記
1. ↑  運用者であるスペースXがミッションを "Crew Demo-2" と呼称する一方[6]、顧客であるNASAは "SpaceX Demo-2"[7][8]、またアメリカ宇宙軍は "Dragon Crew Demo-2" と呼称している[9]。